# Settoturbinoplastica
La settoturbinoplastica è un intervento chirurgico di otorinolaringoiatria.
L'intervento, che si esegue per correggere una stenosi respiratoria nasale da deviazione del setto nasale o ipertrofia dei turbinati nasali inferiori, viene effettuato in anestesia generale con il paziente intubato e ventilato meccanicamente.
Si interviene quindi a livello del naso senza però modificarne la forma esterna.
La durata dell'intervento chirurgico è di circa un'ora.
Nel corso dell'operazione, al fine di mantenere il setto diritto ed evitare tessuti cicatriziali detti sinechie, viene inserito, per ogni fossa nasale, una lamina in silicone anallergico, fissata ai lati delle parete con appositi punti. Oltre ad esse, vengono anche apposti dei tamponi la cui funzione è quella di evitare il sanguinamento (epistassi) e mantenere pulita l'area operatoria per le ore successive all'intervento; tali tamponi vengono rimossi generalmente dopo 24 ore, si procede nei giorni seguenti ad automedicazioni con pomate emollienti per ridurre le croste e lavaggi. Le lamine, invece, vengono rimosse dopo che sono trascorsi dodici giorni dall'intervento.

## Recupero post-operatorio
Il recupero di una buona e valida respirazione si ha circa dopo 20 giorni, tempo impiegato per una buona cicatrizzazione e trofismo delle mucose nasali.
Durante le successive 24 ore dall'intervento, vengono somministrati antidolorifici - spesso morfina - misti a blandi analgesici, per aiutare il paziente a sopportare il dolore, che può anche essere di entità rilevante.
La somministrazione di antidolorifici, se ritenuta necessaria, può coprire tutta la prima settimana di recupero.

### Tempistiche
Solitamente l'intervento prevede 3 giorni di ricovero ospedaliero, e successivi giorni di riposo a casa; da sette a dieci se si è soggetti a lavori poco rischiosi (e.g. lavoro d'ufficio), fino a 20 se si è soggetti a lavori rischiosi (e.g. muratori).
Oggi, in questa fase, per accorciare e facilitare i tempi di recupero e il pieno ripristino della funzionalità respiratoria, sono ampiamente utilizzate le nebulizzazioni di sodio ialuronato (acido ialuronico) 9 mg APM - Alto Peso Molecolare. L'acido ialuronico è una sostanza naturalmente presente nei tessuti umani, con spiccate caratteristiche di idratazione, ma che facilita anche il meccanismo di clearance mucociliare: il suo uso topico ostacola efficacemente la formazione di croste, stimolando allo stesso tempo il “remodelling” e la cicatrizzazione della mucosa.

## Controindicazioni
Seppur rari, l'intervento chirurgico, come ogni altro, prevede l'esposizione a fattori di rischio, quali:
- anosmia;
- caduta della punta;